# Pull (Album)
Pull ist das 1993 veröffentlichte, dritte Studioalbum der US-amerikanischen Hard-Rock-Band Winger.

## Hintergrund
Das 1991 veröffentlichte zweite Album der Band, In The Heart Of The Young, hatte Platz 15 der amerikanischen Billboard Charts erreicht und war bis zum Jahresende allein in den USA zwei Millionen verkauft worden und hatte wie schon das Debütalbum Platinstatus erreicht. Darüber hinaus enthielt In the Heart of the Young drei Single-Hits: Can’t Get Enough (#42), die Ballade Miles Away (#12) und Easy Come Easy Go (#41). Winger ging anschließend im Vorprogramm von Künstlern wie KISS, den Scorpions, Extreme, ZZ Top und Slaughter auf Tournee.
Pull entstand 1992 und 1993 in den Secret Sound - South Pacific-Studios. Es wurde von Mike Shipley produziert und brachte eine klangliche Wende mit sich. Die Gruppe wandte sich von der bisher praktizierten radio- und poporientierten Produktion ab und griff nun auch Heavy-Metal- und Progressive-Elemente auf (Junkyard Dog). Pull war kommerziell weniger erfolgreich als seine Vorgänger und erreichte Platz 83 der Billboard 200.
Als Gastmusiker wirkten Andreas Vollenweider (Sound-Effekte auf Junkyard Dog (Tears on Stone)), Alex Acuna (Perkussionsinstrumente auf Like a Ritual und Who’s the One) und Frank Latorre (Mundharmonika auf Down Incognito) an der Entstehung Album mit.
The Making of Pull
1993 veröffentlichte Winger auch das VHS-Video The Making of Pull, das Aufnahmen aus dem Studio zeigte und die Videoclips zu den Titeln Down Inkognito, Spell I’m Under, In My Weins und Who’s the One enthielt.

## Titelliste
| Nr.          | Titel                                            | Autor(en)              | Gastmusiker                          | Länge |
| ------------ | ------------------------------------------------ | ---------------------- | ------------------------------------ | ----- |
| 1.           | Blind Revolution Mad                             | Kip Winger / Reb Beach |                                      | 5:25  |
| 2.           | Down Incognito                                   | Winger / Beach         | Frank Latorre (Mundharmonika)        | 3:49  |
| 3.           | Spell I’m Under                                  | Winger                 |                                      | 3:55  |
| 4.           | In My Veins                                      | Winger / Beach         |                                      | 3:14  |
| 5.           | Junkyard Dog (Tears on Stone)                    | Winger / Beach         | Andreas Vollenweider (Sound-Effekte) | 6:54  |
| 6.           | The Lucky One                                    | Winger / Beach         |                                      | 5:20  |
| 7.           | In for the Kill                                  | Winger / Beach         |                                      | 4:13  |
| 8.           | No Man’s Land                                    | Winger / Beach         |                                      | 3:20  |
| 9.           | Like a Ritual                                    | Winger / Beach         | Alex Acuna (Perkussionsinstrumente)  | 5:03  |
| 10.          | Who’s the One                                    | Winger / Beach         | Alex Acuna (Perkussionsinstrumente)  | 5:47  |
| 11.          | Hell to Pay (Bonustrack der japanischen Ausgabe) | Winger / Beach         |                                      | 3:24  |
| Gesamtlänge: | Gesamtlänge:                                     | Gesamtlänge:           | Gesamtlänge:                         | 50:31 |

## Rezeption
Oliver Klemm vom Magazin Rock Hard schrieb, Kip Winger befinde sich mit Pull „auf Abwegen“. Das Album enthalte „Texte mit seriösem Anstrich“ (als Beispiele nannte Klemm Blind Revolution Mad und In For The Kill), dazu noch Sound, der es darauf anlege, „das bisher so treue Stammpublikum zu vergraulen“. Die „Melodien für das Millionenkontingent amerikanischer Girlies“ hätten „so gut wie ausgedient“, die „bewährten Airplay-tauglichen Singalongs nach Schema F“ seien auf Pull nur noch Randthema, das sich „in Ausnahmefällen“ […] „eher zaghaft zu Wort“ melde. Dafür überrasche Sänger Kip Winger, dessen Organ über weite Strecken des Albums „nach Joe Elliot“ klinge, mit einem Song, der „gänzlich ohne Hookline“ auskomme (In My Veins), einer „Akustiknummer ohne den gängigen Schmalz“ (Who’s The One) und einem Titel (Junkyard Dog), der „dank eines Mustaine-mäßigen Riffs fast schon wie die Lightversion eines unveröffentlichten Megadeth-Klopfers“ daherkomme. "Pull" werde deshalb „wohl gnadenlos floppen“, weil: „miles away von "Miles Away" und so“. Dies sei „traurig, aber wahr“.